# Egid Joseph Karl von Fahnenberg
Egid Joseph Karl von Fahnenberg (Mons, 9 ottobre 1749 – Vienna, 8 giugno 1827) è stato un diplomatico e giudice austriaco.

## Biografia

### La famiglia e i primi anni
Fahnenberg era l'unico figlio di Franz Xavier von Fahnenberg e di sua moglie, Ursula von Borié. Il padre, nipote di Franz Ferdinand Mayer von Fahnenberg, era passato alla storia come il "salvatore di Friburgo" per aver difeso la regione come capitano di un reggimento di fanteria durante la guerra dei Sette anni e morì per le conseguenze delle ferite riportate. Dopo la morte del marito, la madre si trasferì presso i suoi parenti a Wetzlar, dove Egid Joseph frequentò il liceo dai gesuiti, approfondendo in particolar modo i classici latini e studiando filosofia e diritto, proseguendo poi i suoi studi presso le università di Würzburg e Heidelberg.
Nel 1777 sposò Karoline Sophie von Rueding, che gli diede quattro figli e due figlie, la cui educazione egli curò personalmente nel pieno spirito dell'illuminismo giuseppino.

## La carriera
Dopo un breve periodo come impiegato presso il tribunale superiore nel 1772, Fahnenberg entrò nel servizio arciducale austriaco nel 1773, sotto l'ala di suo zio il barone Egid Valentin Felix von Borié, consigliere imperiale che si stava occupando di redigere i negoziati per la pace di Vestfalia. Nel 1775, von Fahnenberg divenne membro del consiglio di governo dell'Alta Austria a Friburgo in Brisgovia. Servì quindi presso il tribunale di Wetzlar come giudice e collaborò anche con il Reichshofrat del Sacro Romano Impero, dando nel frattempo alle stampe sei suoi scritti.
Il 27 agosto 1795, come suo zio Egid Valentin Felix von Borié prima di lui, venne nominato direttore del Reichstag e del consiglio imperiale dei principi a Ratisbona. Fino al 1806 rappresentò non solo Francesco II come imperatore e principe imperiale, ma anche il duca Prosper Ludwig von Arenberg-Meppen e i principi Giovanni Giuseppe del Liechtenstein e Costantino di Salm-Salm. Nonostante la sua profonda conoscenza del diritto del Sacro Romano Impero, il suo carattere lo rendeva spesso incompatibile con la sua funzione e per questo il fulcro del suo lavoro venne perlopiù relegato alle problematiche interne dell'impero. All'interno della diplomazia austriaca, era considerato un devoto rappresentante delle opinioni della Cancelleria di Stato e un sostenitore del ministro degli esteri, Johann Amadeus Franz von Thugut e quindi uno dei principali avversari di Johann Aloys Josef von Hügel che dopo di lui assunse l'incarico di coordinatore gli ambasciatori austriaci. Anche l'ambasciatore del Brandeburgo, Johann Eustach von Görtz, dimostrò una certa avversione per Fahnenberg. Uno dei suoi maggiori avversari fu anche l'ambasciatore Dietrich Heinrich Ludwig von Ompteda, che lo stesso Fahnenberg definì il "leader spirituale del partito antimperiale".
Con la dissoluzione del Sacro Romano Impero, il suo ruolo di rappresentante imperiale alla dieta di Ratisbona divenne ormai obsoleto, ma venne comunque estromesso da Napoleone e dagli altri principi che andarono a costituire la Confederazione del Reno, i quali non si dissero più disposti a sottostare e a riconoscere la costituzione del Sacro Romano Impero. Dopo alcuni giorni, toccò a Fahnenberg consegnare la nota di abdicazione di Francesco II dal suo ruolo di imperatore del Sacro Romano Impero, mentre assumeva nel contempo la qualifica di imperatore d'Austria.
Privato di ogni sostegno politico, a Fahnenberg non rimase altra opzione che ritirarsi a vita privata. Pur dotato di redditi considerevoli, per tutta la sua vita soffrì di frequenti difficoltà finanziarie. Alla disperata ricerca di denaro, nel 1781 e nel 1802 appoggiò senza successo l'idea di Federico II Eugenio prima e di Federico I poi di acquistare il castello di Sponeck (che si trovava nei territori imperiali) per poi accogliervi gli ebrei dell'area in pagamento di un affitto.
A peggiorare la gotta di cui già soffriva, dal 1826 gli si aggiunsero ulteriori disturbi nervosi che gli impedirono di uscire di casa. Morì a Vienna nel 1827.